# Marcia Lewis
Marcia Lewis (8 de agosto de 1938 – 21 de diciembre de 2010) fue una cantante y actriz teatral y televisiva estadounidense, nominada en dos ocasiones a los Premios Tony por su trabajo en los musicales Chicago y Grease, y también nominada dos veces a los Premios Drama Desk por su actuación en los musicales Chicago y Rags.

## Biografía
Nacida en Melrose, Massachusetts, Lewis se crio en Cincinnati, Ohio. Fue enfermera del Hospital de la Universidad de Cincinnati y del Hospital Monte Sinaí, recibiendo su título en la Jewish Hospital School of Nursing de Cincinnati en 1959.

### Trabajo teatral y televisivo
Lewis debutó en el circuito de Broadway con la producción original de la obra Hello, Dolly!, interpretando el papel de Ernestina. Otras piezas teatrales en las que trabajó fueron The Time of Your Life (1969), Annie (como Miss Hannigan en abril de 1981), Rags (1986, nominada al Premio Drama Desk), Roza (1987), Orpheus Descending (con Vanessa Redgrave, 1989), y la reposición en 1990 de El violinista en el tejado, en la que hizo el papel de Golde. Lewis también actuó en 1994 en Grease, como Miss Lynch, papel por el que fue nominada a los Premios Tony, y en 1996 formó parte del reparto de Chicago, siendo también nominada a los Tony y a los Premios Drama Desk.
Lewis actuó en varias ocasiones en el circuito Off-Broadway, Así, en el Theatre of the Zanies con la obra An Impudent Wolf (1965), en el Players Theatre con Who's Who Baby? (1968), y en el Playwrights Horizons con Romance Language (1984) y When She Danced (1990).
Además, Lewis viajó en gira con el musical Cabaret interpretando a Fraulein Schneider, y actuó en Chicago, musical representado en el Mandalay Bay Resort and Casino de Las Vegas Strip, Nevada, a lo largo de tres meses. Entre las producciones televisivas para las que actuó figuran The Bob Newhart Show (1975), Baretta (1975), The Bionic Woman (1976), Días felices (1977, 1979), el telefilm When She Was Bad (1979) y Kate and Allie (1988).

### Cabaret y discografía
Como cantante, Lewis actuó en la mayor parte de los cabarets y supper clubs punteros de Manhattan, entre ellos Rainbow & Stars, Upstairs at the Duplex, Upstairs at the Downstairs, Grande Finale, Reno Sweeney's, Freddy's Eighty-Eights, Town Hall, The Village Gate, y Russian Tea Room. Además, Lewis también actuó en concierto en el Carnegie Hall.
El álbum en solitario de Lewis Nowadays (1998), una colección de temas grabados con el Cuarteto de Mark Hummel, está disponible en la discografía del sello Original Cast.

### Vida personal
Marcia Lewis y Fred D. Bryan, un asesor financiero de Nashville, se casaron el 24 de junio de 2001. Lewis falleció el 21 de diciembre de 2010 en su domicilio en Brentwood, Tennessee, a causa de un cáncer de pulmón. Tenía 72 años de edad. Fue enterrada en el Cementerio Woodlawn Memorial Park de Nashville, Tennessee.